# 永春亡山
24°45′34″N 120°56′07″E / 24.75944°N 120.93528°E
永春亡山，位於臺灣新竹市香山區中部，高91公尺，屬於竹東丘陵八分寮山系的一部分，是茄苳湖山的支脈，為茄苳里和大湖的界山。因其鄰近草漯仔，故又名草漯仔山。
永春亡山是三姓公溪、粟仔坑溪、洴水港溪三條溪流的分水嶺。山的北側為南坑向北注入三姓公溪，山的東南側草漯仔盆地為粟仔坑溪的西源，洴水港溪則發源於西側的官榛林。